# Stellaria weddellii
Stellaria weddellii là loài thực vật có hoa thuộc họ Cẩm chướng. Loài này được Pedersen miêu tả khoa học đầu tiên năm 1983.